# 費波那契質數
費波那契質數為費波那契數列Fn中的質數，其前幾項例子為:
F3=2, F4=3, F5=5, F7=13, F11=89, F13=233, 1597, 28657, 514229, 433494437, 2971215073, .... A005478

## 已知費波那契質數
目前並不清楚是否存在無限多個費波那契質數。前33個費波那契質數在費波那契數列{\displaystyle F_{n}}中的項指標n為：
n = 3, 4, 5, 7, 11, 13, 17, 23, 29, 43, 47, 83, 131, 137, 359, 431, 433, 449, 509, 569, 571, 2971, 4723, 5387, 9311, 9677, 14431, 25561, 30757, 35999, 37511, 50833, 81839。  A001605
除了這些已證明的費波那契質數，以下指標n所代表的費波那契數為可能質數：
n = 104911, 130021, 148091, 201107, 397379, 433781, 590041, 593689, 604711, 931517, 1049897, 1285607, 1636007, 1803059, 1968721, 2904353.
除了n = 4的例子之外，所有費波那契質數的指標n也是質數，因為當a可整除b時，{\displaystyle F_{a}}也可整除{\displaystyle F_{b}}。
在前10個質數p中，有8個p所對應的Fp也是質數—例外包括F2 = 1及F19 = 4181 = 37 × 113。然而當項指標增大時，費波那契質數越來越稀少。在10,000之內的1,229個質數p中，僅有26個對應到費波那契質數Fp（見上方例子n = 3, 4, 5, 7, ..., 9677，共26個）。
截至2014年8月，已知最大的費波那契質數為F81839，共有17103位數。其為質數的結果是由David Broadhurst與Bouk de Water於2001年證明。 最大的可能費波那契質數為F2904353，共有606974位數，由Henri Lifchitz於2014年發現。
另一方面，Nick MacKinnon證明了費波那契數列中，僅3, 5, 13三個數是孿生質數的成員。

## 外部連結
- 埃里克·韦斯坦因. . MathWorld.